# 満月寺 (大津市)

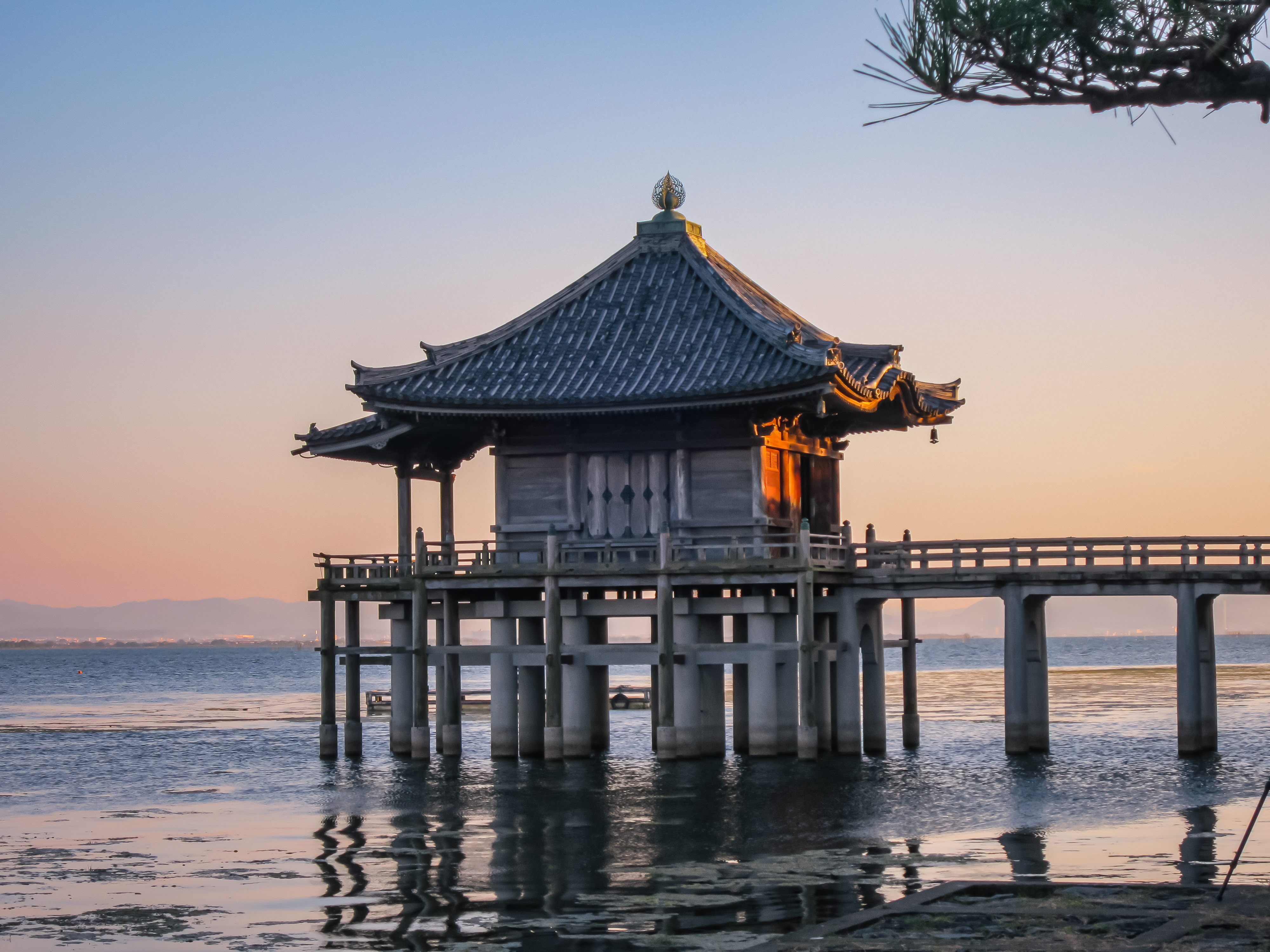
夕景の浮御堂

満月寺（まんげつじ）は、滋賀県大津市本堅田にある臨済宗大徳寺派の寺院。山号は海門山（かいもんさん）。本尊は聖観音。琵琶湖畔にあり、湖上に突き出ている浮御堂で知られる。

## 歴史
平安時代に恵心僧都（源信）が琵琶湖から救い上げた阿弥陀如来を祀るため、湖上安全と衆生済度も祈願して建立したという。別名に「千仏閣」、「千体仏堂」とも呼ばれる。
現在の満月寺浮御堂は1934年（昭和9年）に室戸台風によって倒壊し、1937年（昭和12年）に再建されたもので、1982年（昭和57年）に修理が行われている。
歌川広重の「堅田の落雁」で知られており、近江八景に選ばれている。

## 境内
- 観音堂（本堂、登録有形文化財） - 本尊の聖観音（重要文化財）などの他に西国三十三所観音霊場のそれぞれの札所の本尊を模した33体の観音像を祀る。
- 浮御堂（登録有形文化財） - 1937年（昭和12年）再建。
- 庫裏
- 客殿（登録有形文化財）
- 茶室「玉鈎亭」（登録有形文化財）
- 山門（竜宮造、登録有形文化財）

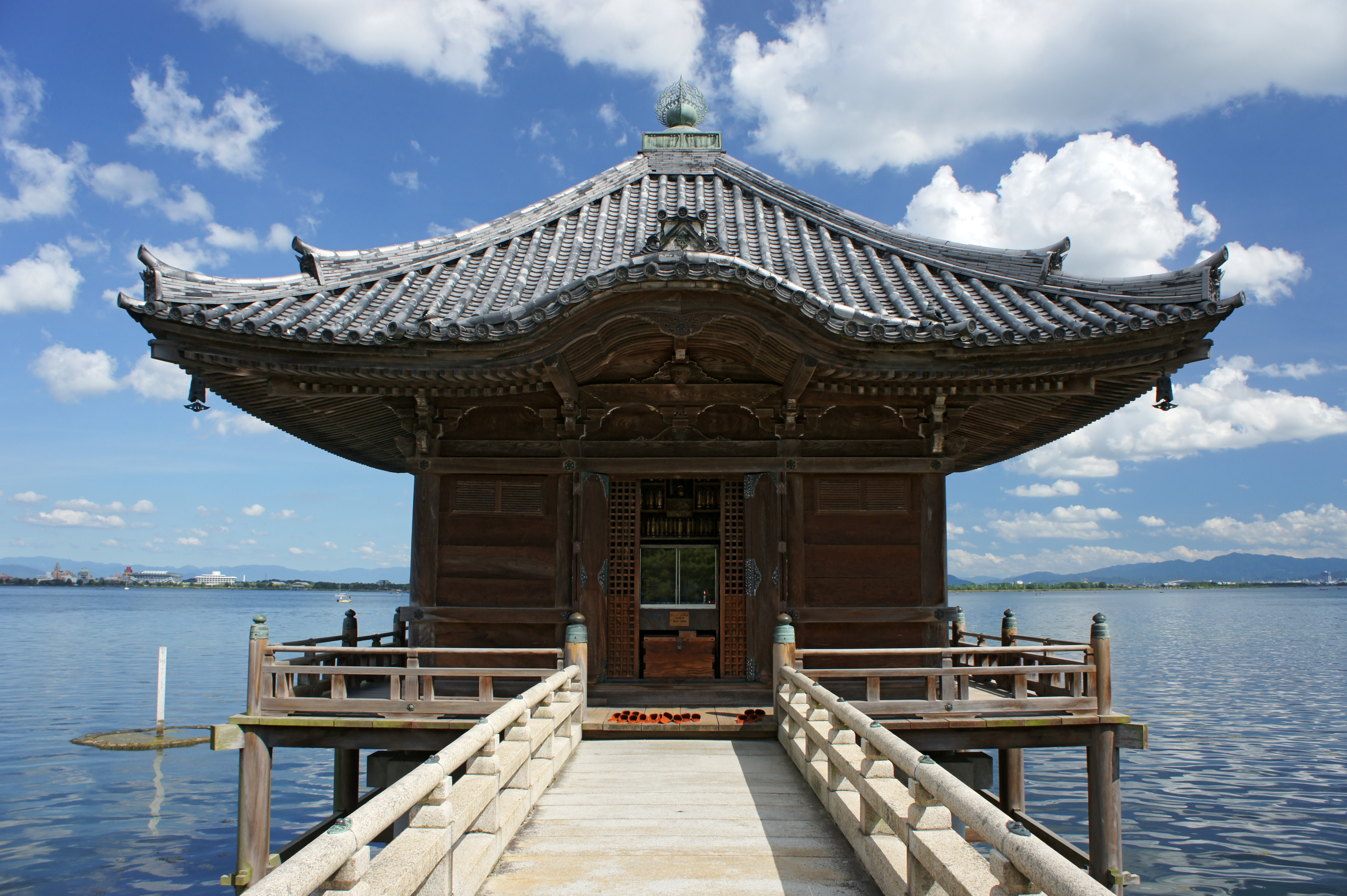
浮御堂
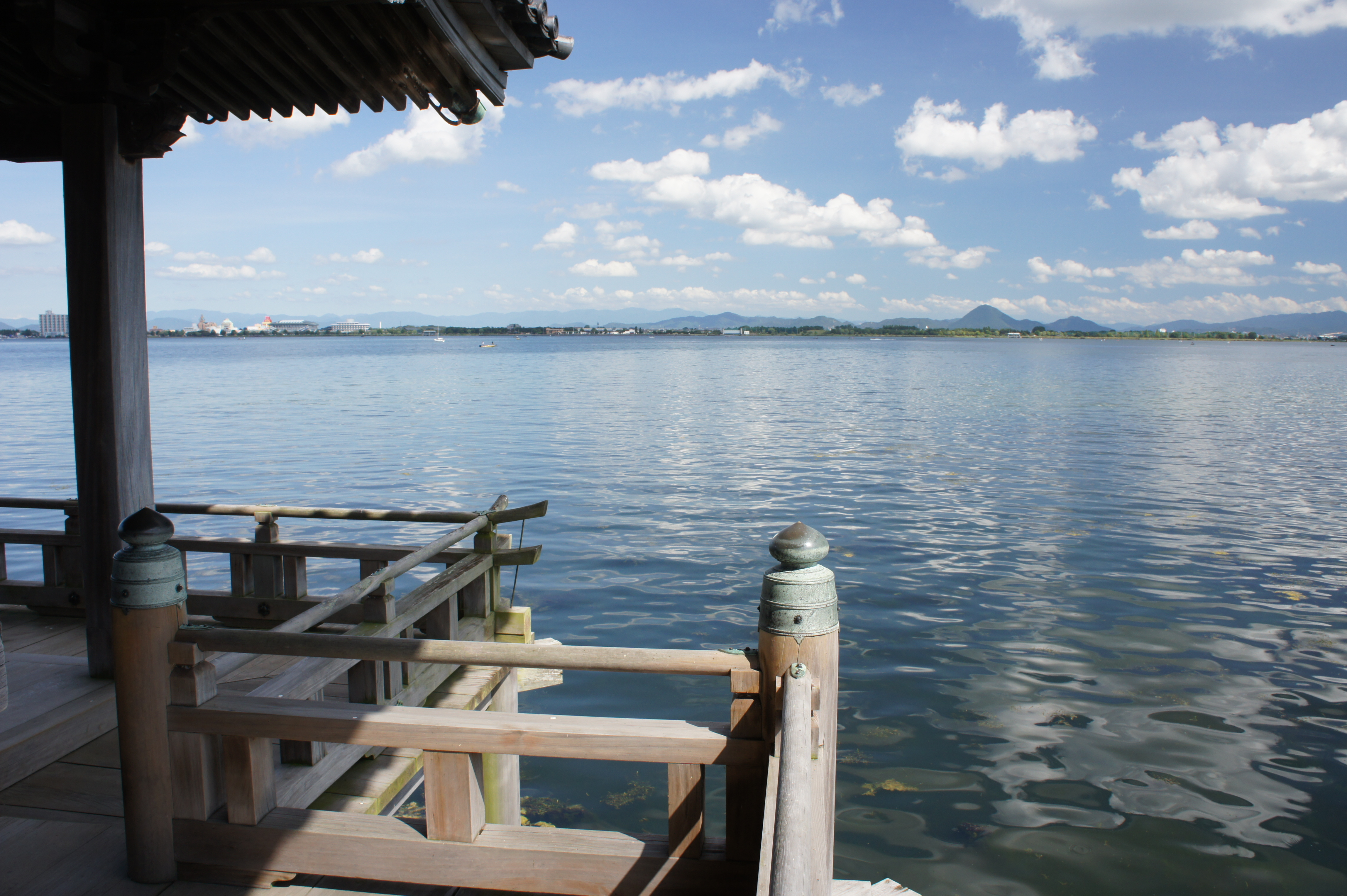
浮御堂から望む琵琶湖
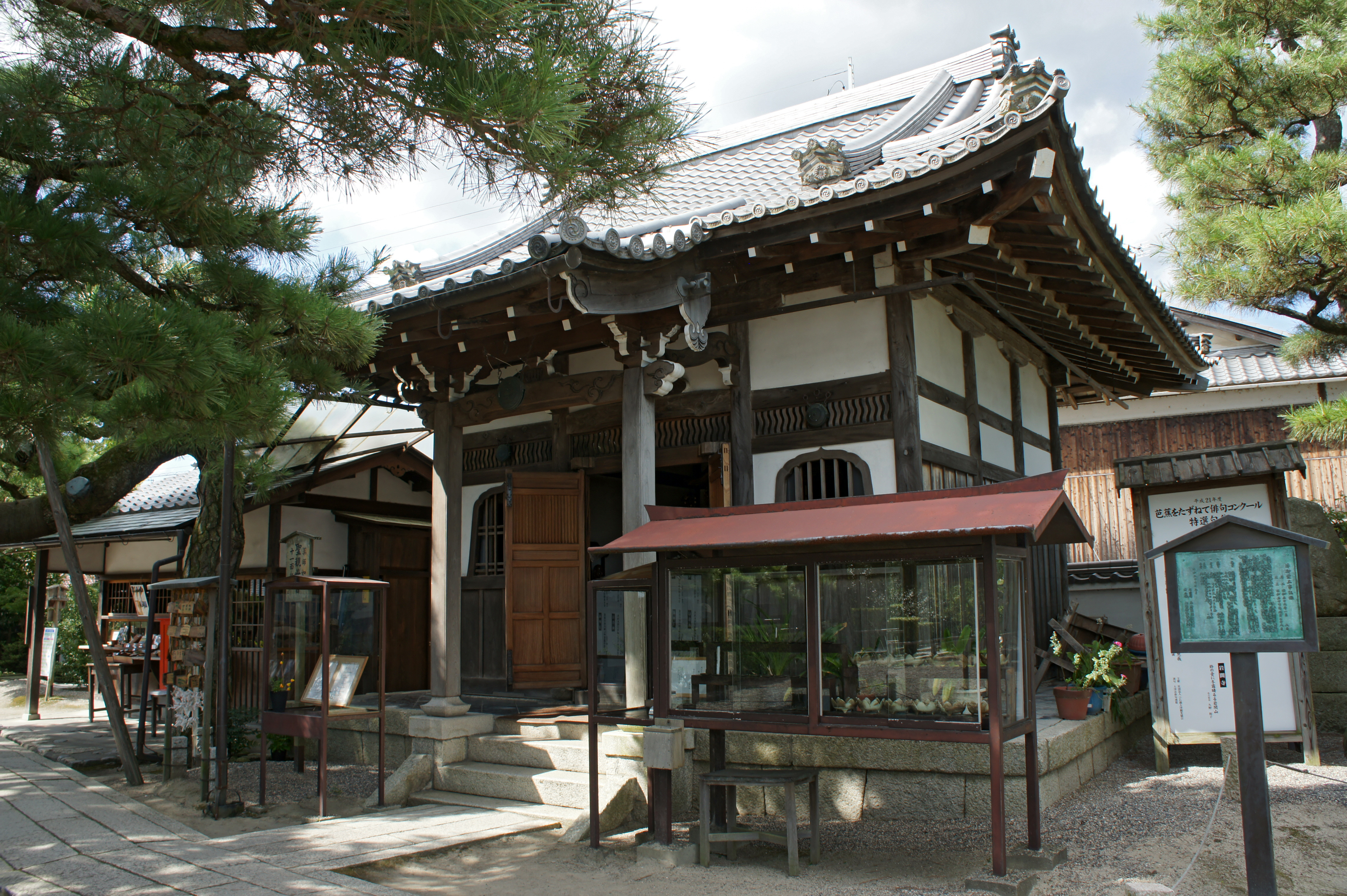
観音堂
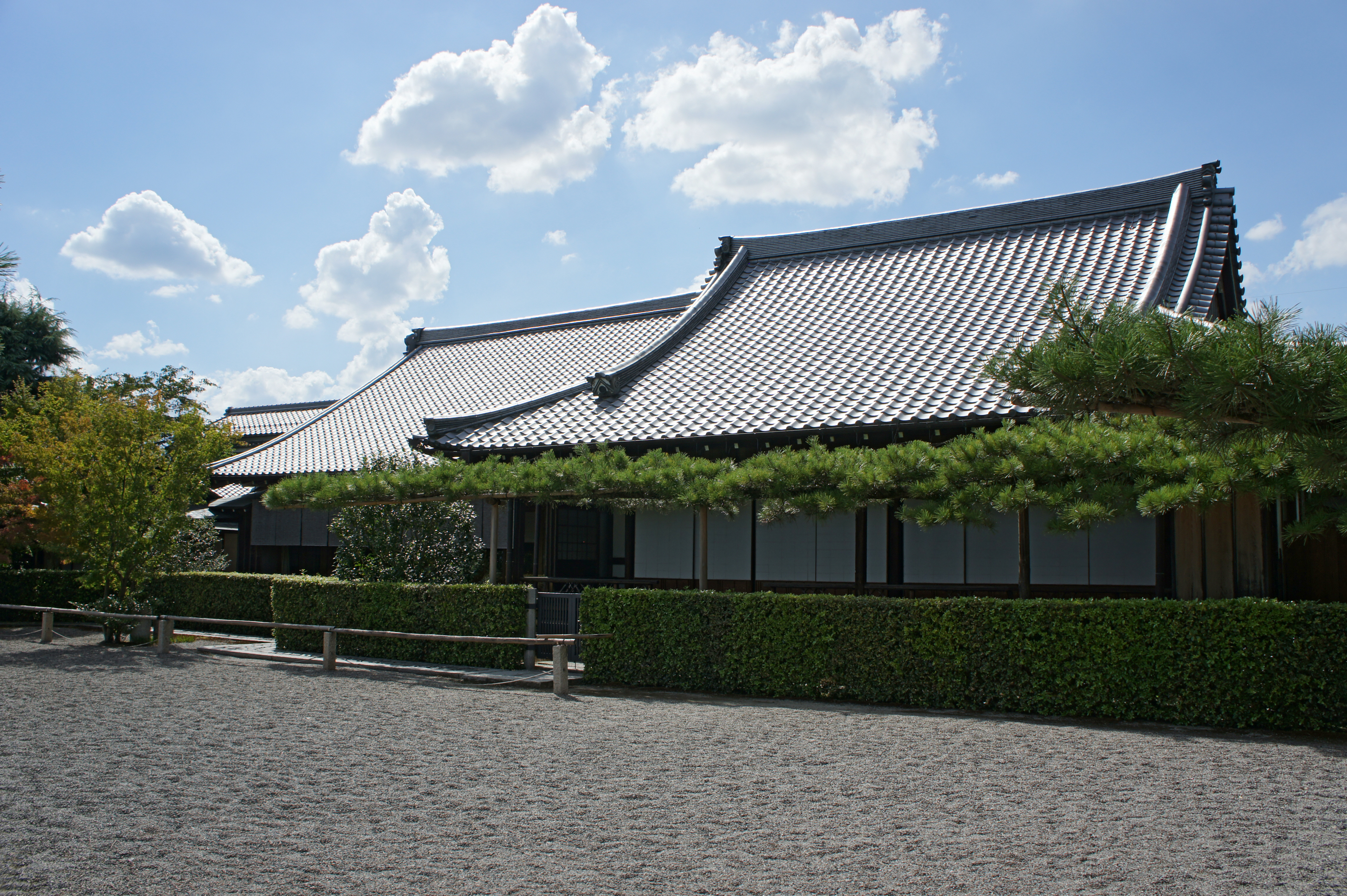
客殿
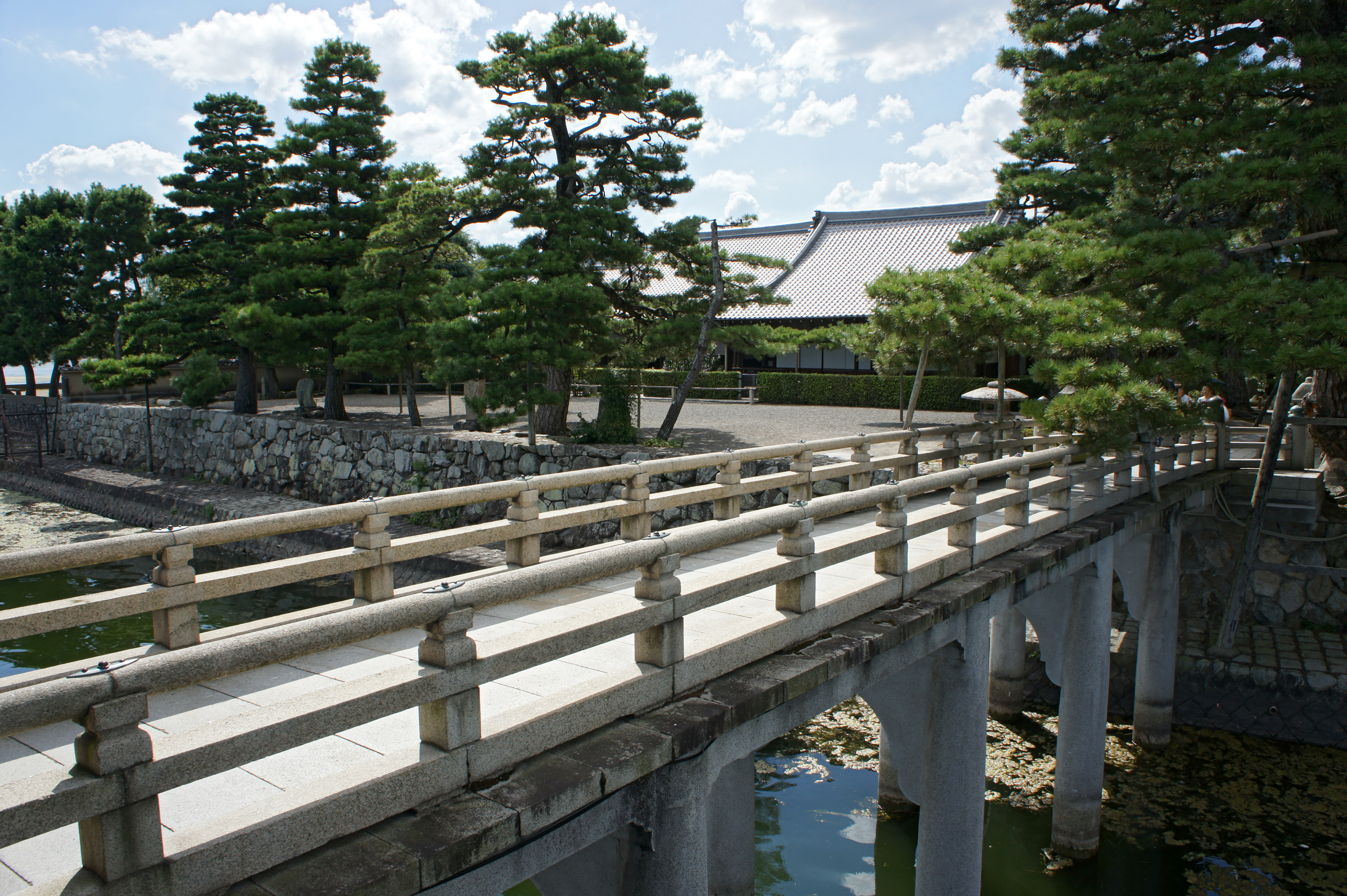
橋から境内を見る
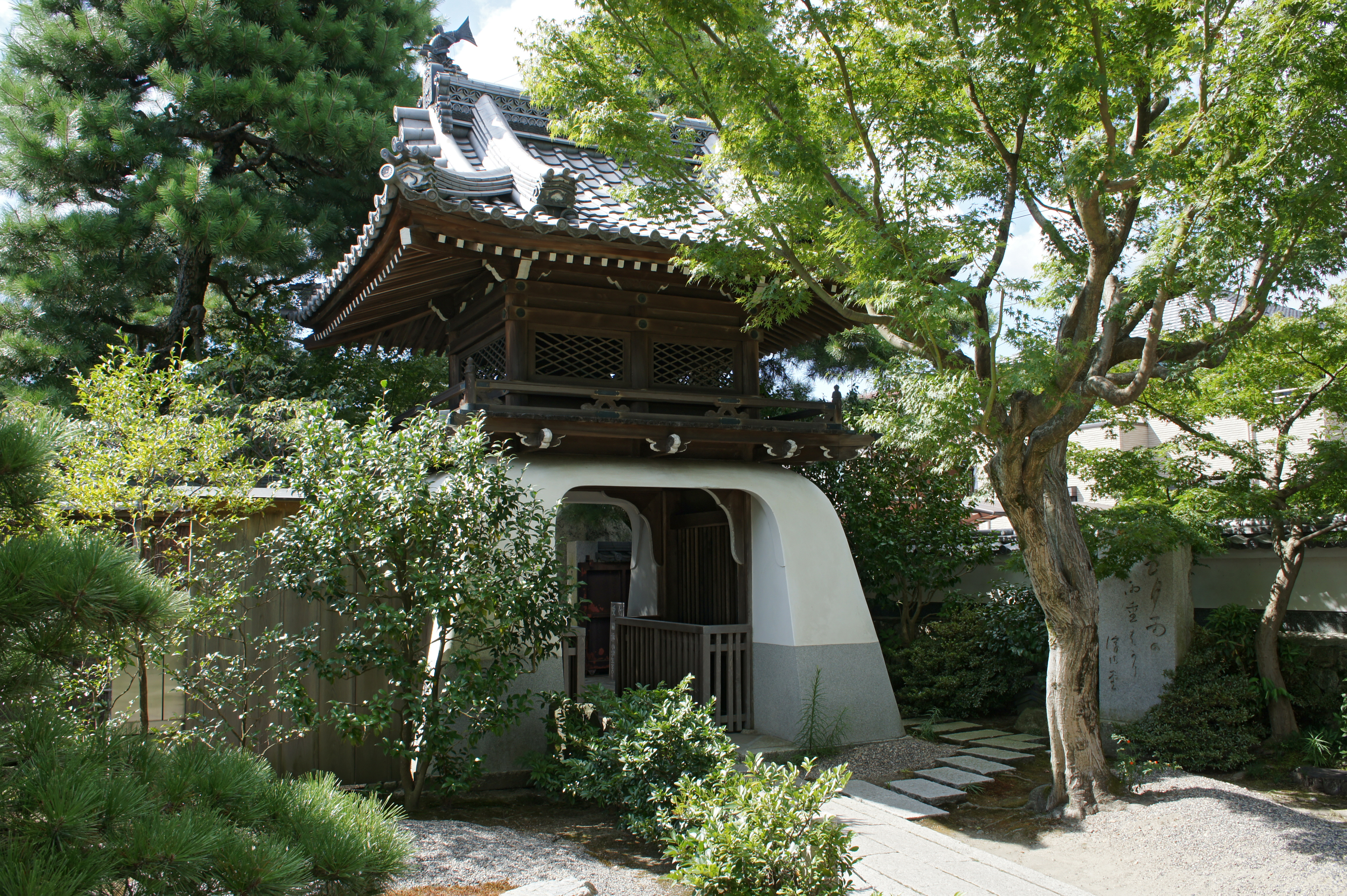
山門

## 文化財

### 重要文化財
- 木造聖観音坐像

### 登録有形文化財
- 観音堂
- 浮御堂
- 山門
- 茶室「玉鈎亭」
- 客殿

## 前後の札所
江州三十三観音
6 普門寺 - 7 満月寺 - 8 報恩寺
びわ湖百八霊場
16 東光寺 - 17 満月寺 - 18 葛川明王院

## 拝観情報
- 開門時間：8:00 - 17:00
- 駐車場：30台

## 交通アクセス
- JR西日本湖西線堅田駅よりバス。堅田出町バス停下車、徒歩7分。
- 湖西道路真野ICより車で10分。
- 名神高速道路瀬田東ICより車で40分。

## 寺院周辺
- 居初氏庭園
- 光徳寺
- 本福寺
- 伊豆神社
- 出島灯台